# Martin Prusek
Martin Prusek (ur. 11 grudnia 1975 w Ostrawie) – czeski hokeista, reprezentant Czech, trener.

## Kariera zawodnicza
- HC Vítkovice (1994-2001)
- Ottawa Senators (2002-2004)
- Grand Rapids Griffins (2001-2002)
- HC Vítkovice (2004-2005)
- HC Znojemští Orli (2004/2005)
- Columbus Blue Jackets (2005)
- Syracuse Crunch (2005/2006)
- SKA Sankt Petersburg (2006-2007)
- HC Vítkovice Steel (2007-2008)
- Spartak Moskwa (2008)
- Dinamo Ryga (2008-2009)
- SKA Sankt Petersburg (2006-2007)
- HC Vítkovice Steel (2010/2011)
- HC Ołomuniec (2011)

Wychowanek klubu HC Poruba. Początkowo przez kilka sezonów grał w HC Vítkovice w czeskiej ekstralidze. W drafcie NHL z 1999 został wybrany przez Ottawa Senators. Od 2001 przez trzy sezony był zawodnikiem tego klubu. W USA występował jeszcze w sezonie 2005/2006. W sezonie 2006/2007 był zawodnikiem drużyny SKA Sankt Petersburg w superlidze rosyjskiej. Od 2008 grał w pierwszej edycji nowo utworzonych rozgrywek rosyjskich KHL i w edycji 2008/2009 grał w Spartaku Moskwa i w Dinamo Ryga, w barwach którego występował także w kolejnym sezonie 2009/2010. W ostatnim swoim sezonie zagrał po raz piąty w HC Vítkovice. W lipcu 2011 ogłosił zakończenie kariery zawodniczej i podjęcie pracy trenerskiej.
Uczestniczył w turniejach mistrzostw świata edycji 1997, 1998, 1999 (we wszystkich trzech edycjach nie rozegrał meczu), 2009 (zagrał trzy spotkania).

## Kariera
- HC Vítkovice Steel (2011-2016), HC Vítkovice (2016-), trener bramkarzy
- Reprezentacja Czech do lat 16 (2012/2013), trener bramkarzy
- Reprezentacja Czech do lat 17 (2013/2014), trener bramkarzy
- Reprezentacja Czech (2013-2015), trener bramkarzy
- Reprezentacja Czech do lat 18 (2017/2018), trener bramkarzy

Jako trener bramkarzy uczestniczył w reprezentacją seniorską Czech w turniejach mistrzostw świata edycji 2014, 2015.

## Sukcesy
Reprezentacyjne
- Brązowy medal mistrzostw świata: 1997, 1998
- Złoty medal mistrzostw świata: 1999

Klubowe
- Srebrny medal mistrzostw Czech: 1997 z HC Vítkovice
- Brązowy medal mistrzostw Czech: 1998, 2001 z HC Vítkovice
- Mistrzostwo dywizji AHL: 2002 z Grand Rapids Griffins
- Norman R. „Bud” Poile Trophy: 2002 z Grand Rapids Griffins

Indywidualne
- Ekstraliga czeska w hokeju na lodzie do lat 18 (1996/1997):
  - Pierwsze miejsce w klasyfikacji liczby meczów bez straty gola w sezonie zasadniczym: 8
- Ekstraliga czeska w hokeju na lodzie do lat 18 (1997/1998):
  - Pierwsze miejsce w klasyfikacji liczby zwycięskich meczów w sezonie zasadniczym: 29
- AHL (2001/2002):
  - Pierwsze miejsce w klasyfikacji średniej goli straconych na mecz w sezonie zasadniczym: 1,83
  - Pierwsze miejsce w klasyfikacji skuteczności interwencji w sezonie zasadniczym: 93,0%
  - Pierwszy skład gwiazd
  - Harry „Hap” Holmes Memorial Award
  - Aldege „Baz” Bastien Memorial Award
- KHL (2008/2009):
  - Najlepszy bramkarz miesiąca - grudzień 2008
  - Drugie miejsce w klasyfikacji meczów bez straty gola w sezonie zasadniczym: 8